# Sundown (Missouri)
Sundown – jednostka osadnicza w Stanach Zjednoczonych, w stanie Missouri, w hrabstwie Ozark.